# Кутул
Кутул - село в Курахському районі Дагестану.
До райцентру 18 км. Межує з селами КІірі та Штул. 
Дата виникнення невідома. До землетрусу 1966 року село розташовувалось трохи вище, на горі Гуьнепад. Назва села пов'язана з цією гірко. КІунтІ - гірка (маленька гора), кІунтІунал - кІунтІал алай хуьр - село на гірці. Внаслідок получилася назва КІутІул. 
У 1909 році тут збудовано мечеть. В селі є святе місце (пІир). Селяни при Яран-суварі водили червоного бика кругом пиру, потім його різали. Так вони захищалися від напасті та катастроф. Після землетрусу 1966, частина кутульців переселилась в Моллакєнт Дербентського району, і з переселенцями інших сіл утворили там нове село. А та частина, що залишилася в горах опустилася трохи нижче - на берег річки Курах-вацІ.